# Tollegno
Tollegno é uma comuna italiana da região do Piemonte, província de Biella, com cerca de 2.679 habitantes. Estende-se por uma área de 3 km², tendo uma densidade populacional de 893 hab/km². Faz fronteira com Andorno Micca, Biella, Pralungo, Sagliano Micca.

## Demografia
| Variação demográfica do município entre 1861 e 2011                               |
|                                                                                   |
| Fonte: Istituto Nazionale di Statistica (ISTAT) - Elaboração gráfica da Wikipedia |